# Base aérienne de Pyriatyn
La base aérienne de Pyriatyn est une base aérienne (code aéroport AAF-560 ou Velyka Krucha air base) situé à Pyriatyn en Ukraine.

## Historique

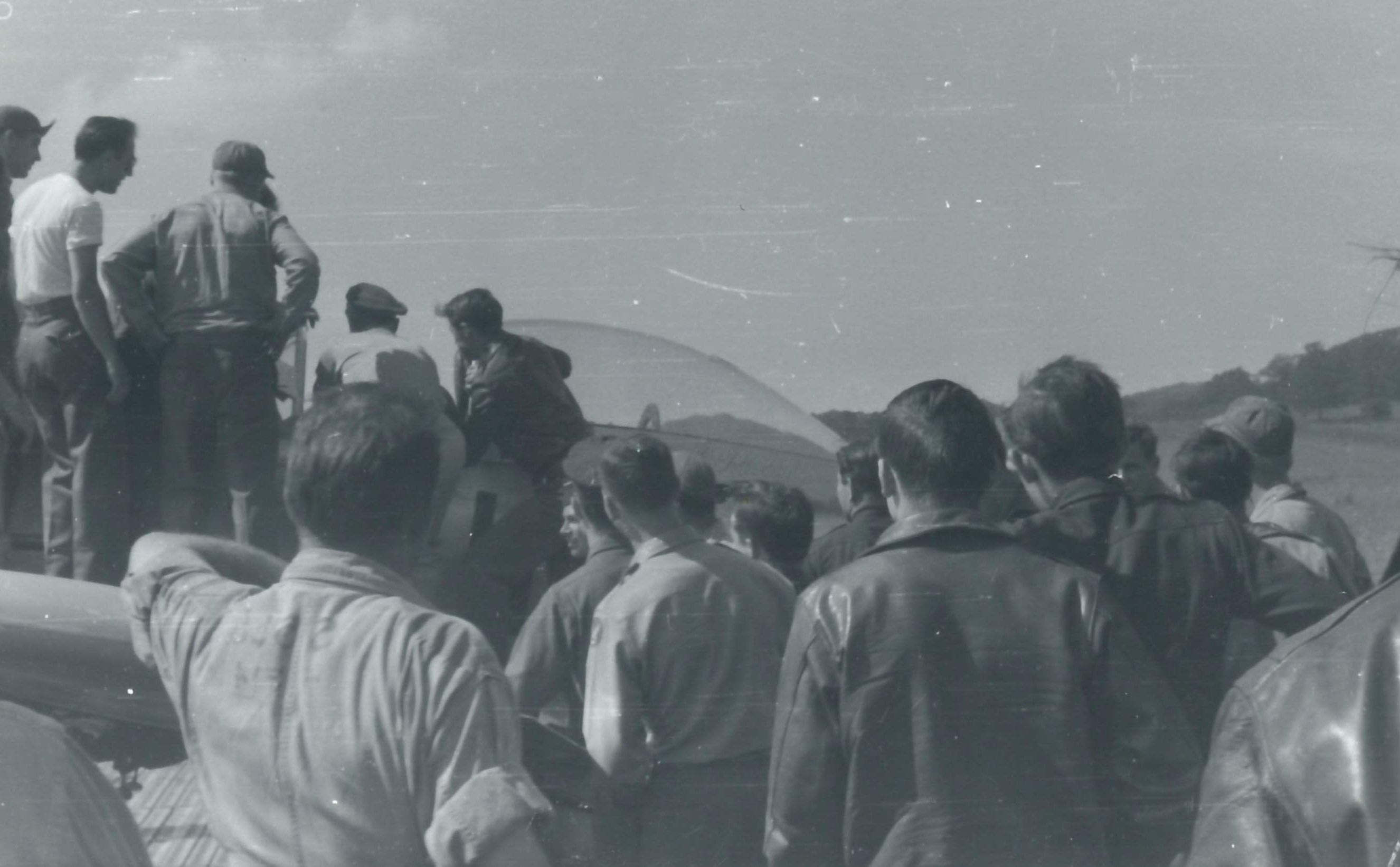
P-51 du 352nd Fighter Group, en août 1944.

En juillet/aout 1944, elle est l'une des trois bases aériennes utilisées par les bombardiers de l'United States Army Air Forces durant l'Opération Frantic, situé à douze kilomètres au sud de la ville. En raison des limites physiques de la base ne sont stationné ici que des chasseurs d'escorte de la 8th Air Force :
- 4th Fighter Group, RAF Debden, P-51 Mustang
- 352nd Fighter Group, RAF Bodney, P-51 Mustang
- 355th Fighter Group, RAF Steeple Morden, P-51 Mustang
- 357th Fighter Group, RAF Leiston, P-51 Mustang
- 20th Fighter Group, USAF Kings Cliffe P-51 Mustang
- 25th Bomb Group Rcn, USAAF Watton Mosquito x 2.
Elle est opérationnelle de juin à septembre 1944, ensuite l'USAF se regroupe à Poltava[2].

La base est actuellement abandonnée.